# Odo van Auch

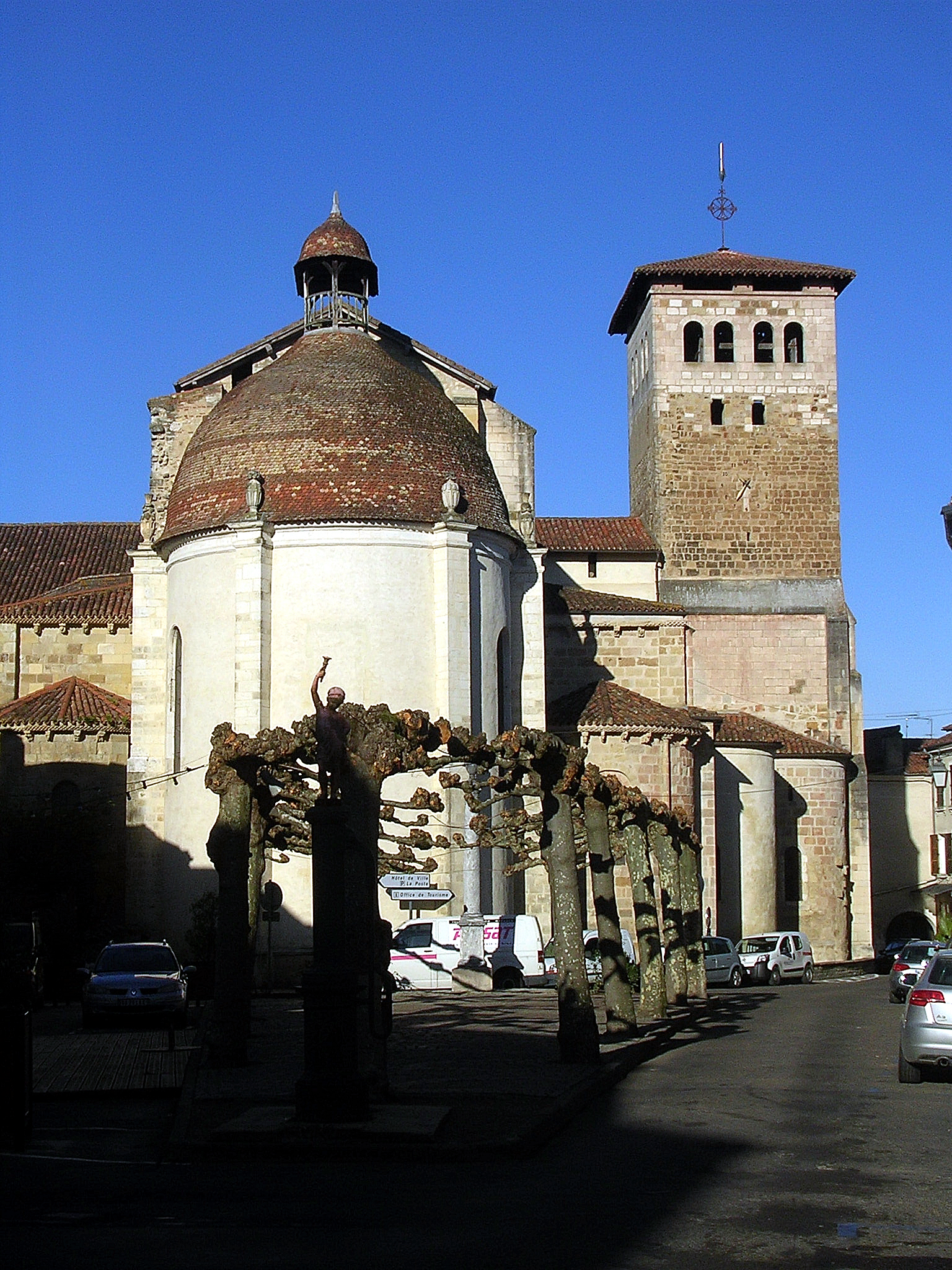
Abdij van Saint-Sever, in Zuid-Frankrijk

Odo van Auch (Gascogne, 10e eeuw) was aartsbisschop van Auch van 980 tot 982. 
Odo werkte mee met graaf Willem van Fézensac aan de stichting van de benedictijnerabdij van Saint-Sever. Vandaag is dit de gemeente Saint-Sever in de Landes. Er stond op die plek een kapel gewijd aan Saint-Sever doch de Noormannen hadden deze verwoest. De abdij bevond zich toen in de kerkprovincie Auch, meer bepaald in het bisdom Auxerre, dus onder het gezag van aartsbisschop Odo. Volgens sommige bronnen werd Odo na 982 bisschop van Auxerre, tijdens de verdere constructie van de abdij, doch dit is niet bewezen.